# باين
باين (بالإنجليزية: Payne, Georgia)‏ هي مدينة تقع في مقاطعة بيب، جورجيا بولاية جورجيا في الولايات المتحدة. تبلغ مساحة هذه المدينة 0.1 (كم²)، وترتفع عن سطح البحر 157 م، بلغ عدد سكانها 218 نسمة في عام 2010 حسب إحصاء مكتب تعداد الولايات المتحدة.

## وصلات خارجية
- Cities & Counties - Georgia.gov